# Meknès-Tafilalet
Meknès-Tafilalet (Arabisch: مكناس تافيلالت, Meknes-Tafilelt, Berbers: Meknas-Tafilalt) is een regio in Marokko. De hoofdstad is Meknes. De regio ligt in het centrale deel van het officiële Marokko en grenst aan vele regio's, waaronder Fès-Boulemane, en tevens grenst het in het zuidoosten aan Algerije. Meknès-Tafilalet heeft een oppervlakte van 79.210 km² en heeft 2.141.527 inwoners (2004).
De regio bestaat uit vijf provincies en de prefectuur Meknès. De vijf provincies zijn:
- El Hajeb
- Errachidia
- Ifrane
- Khénifra
- Midelt

Naast Meknes, zijn andere grote plaatsen in Meknès-Tafilalet:
- Amalou Ighriben
- Goulmima
- Aitfaska
- Azrou
- El Hajeb
- Errachidia
- Ifrane
- Khénifra
- Midelt
- Mrirt
- Ouislane
- Seba Ayoun

## Geboren
- Mohamed Oufkir (1937), advocaat, voetballer en politicus.

Huidige regio's: Béni Mellal-Khénifra · Casablanca-Settat · Dakhla-Oued Eddahab · Drâa-Tafilalet · Fès-Meknès · Guelmim-Oued Noun · Laâyoune-Sakia El Hamra ·  Marrakech-Safi · Oriental · Rabat-Salé-Kénitra · Souss-Massa · Tanger-Tétouan-Al Hoceïma

Oude regio's voor 2015: Chaouia-Ouardigha · Doukala-Abda · Fez-Boulmane · Gharb-Chrarda-Béni Hsen · Grand Casablanca · Guelmim-Es Semara · Laâyoune-Boujdour · Marrakech-Tensift-Al Haouz · Meknès-Tafilalet · Oriental · Oued ed Dahab-Lagouira · Rabat-Salé-Zemmour-Zaer · Souss-Massa-Daraâ · Tadla-Azilal · Tanger-Tétouan · Taza-Al Hoceïma-Taounate